# 佩德羅·瓦雷拉
佩德羅·何塞·瓦雷拉·奧里維拉（Pedro José Varela Olivera，1837年2月22日—1906年）是烏拉圭政治人物，出生於烏拉圭佛羅里達。烏拉圭紅黨的成員之一。1875年至1876年佩德羅·瓦雷拉擔任烏拉圭總統。